# 和碩特南右翼後旗
和碩特南右翼後旗是青海蒙古的一旗，俗稱“托茂公旗、托毛公旗”。顧實汗之裔。康熙五十年封輔國公。雍正三年授札薩克，世襲。佐領四。牧地在青海東岸。東至賀爾，南至哈沙圖，西至哈拉素布魯漢，北至庫庫諾爾。坤都倫河自察罕鄂博圖山兩源合而南入西寧河。有清世宗聖製碑，在旗界。

## 沿革[2]
南右翼後旗札薩克輔國公游牧。達延鄂齊爾汗第五子索諾木達什。康熙五十年(1711年)，封輔國公。五十一年卒。次子諾爾布朋素克襲。雍正元年(1723年)，敘進藏功，增俸。三年(1725年)，授札薩克。四年卒。嗣子達什巴勒珠爾襲。七年(1729年)，卒，無嗣。詔以其從祖索諾木袞布之子車凌襲，承索諾木達什祀。乾隆四十七年，詔世襲罔替。

## 歷任札薩克[3][4][5]
| 世代     | 姓名           | 襲爵年份     | 註釋 |
| -------- | -------------- | ------------ | --- |
| 初 封    | 索諾木達什     | 康熙五十年   | 和碩特族，鎮國公噶勒丹達什 從祖。康熙五十年，封輔國公。五十一年，卒。                                                                                 |
| 一次襲   | 諾爾布朋素克   | 康熙五十二年 | 索諾木達什次子。康熙五十二年，襲輔國公。雍正三年，授扎薩克。四年，卒。                                                                                |
| 二次襲   | 達什巴勒珠爾   | 雍正五年     | 諾爾布朋素克嗣子。雍正五年，授扎薩克輔國公。七年，卒。                                                                                                |
| 三次襲   | 車凌           | 雍正八年     | 達什巴勒珠爾再從叔父。雍正八年，襲扎薩克輔國公。乾隆九年，卒。                                                                                        |
| 四次襲   | 達什扎布       | 乾隆九年     | 車凌第三子。乾隆九年，襲扎薩克輔國公。三十一年，卒。                                                                                                  |
| 五次襲   | 根敦端多布     | 乾隆三十一年 | 達什扎布長子。乾隆三十一年，襲扎薩克輔國公。四十七年，詔世襲罔替。嘉慶元年， 卒。                                                                     |
| 六次襲   | 伊什達爾濟     | 嘉慶元年     | 根敦端多布長子。嘉慶元年，襲。道光八年，卒。 |
| 七次襲   | 珠爾默特圖布   | 道光八年     | 伊什達爾濟子。道光八年，襲。十八年，卒。 |
| 八次襲   | 吹達爾         | 道光十八年   | 珠爾默特圖布子。道光十八年，襲。 |
| 九次襲   | 棍楚克拉遜多布 | 同治十二年   | 吹達爾弟。同治十二年，襲。 光緒三十三年，卒。 |
| 十次襲   | 拉布坦         | 民國5年      | 民國5年襲扎薩克輔國公，民國8年(1919年)4月24日晉封鎮國公。                                                                                             |
| 十一次襲 | 索南群派勒     |              | 至遲到民國34年已故。或作索南群派列、索木郡排力、索诺木群派、𧴲南群派勒昂、台吉素南群派勒、索南郡排力、索安木 丕力、索木郡排力、素南木群排勒、索南郡丕 |
| 十二次襲 | 王完麻         |              | 索南群派勒女婿，在1958年時被捕入獄，後來可能死在獄中。                                                                                                |